# Saúde na Venezuela
A mortalidade infantil na Venezuela, antes do início dos programas sanitários do governo de Chávez, estava em 56 mortes a cada 800 nascimentos, muito mais alto do que a média da América do Sul. Má nutrição de crianças atinge 17%, com Delta Amacuro e Amazonas tendo os piores índices. De acordo com as Nações Unidas, 32% dos venezuelanos não possuíam saneamento adequado, principalmente aqueles que vivem em áreas rurais. As doenças variam desde febre tifoide. febre amarela, cólera, hepatite A, hepatite B e hepatite D, presentes em todo o país. Apenas 3% dos doentes eram tratados; a maioria das grandes cidades não tinha instalações de tratamento suficientes. 17% dos venezuelanos não possuiam acesso a água potável mas dados de 2009 mostram que houve significativa melhoria nos indicadores sociais da Venezuela.
Turistas que vão para a Venezuela são avisados para obterem vacinação para as várias doenças do país. Em uma epidemia de cólera nos anos de 1992 e 1993 no Orinoco Delta, os líderes políticos da Venezuela foram acusados de colocar a culpa na raça dos doentes (como se alguma característica da raça tenha feito eles ficarem doentes) para retirar a culpa das instituições do país, e assim agravando a epidemia.
O governo está tentando criar um sistema de saúde nacional e universal que seja gratuito.